# Вудланд (Калифорнија)
Вудланд (енгл. Woodland) град је у америчкој савезној држави Калифорнија. По попису становништва из 2010. у њему је живело 55.468 становника.

## Демографија
Према попису становништва из 2010. у граду је живело 55.468 становника, што је 6.317 (12,9%) становника више него 2000. године.
| Група             | 2000.          | 2010.          |
| Белци             | 26.064 (53,0%) | 23.368 (42,1%) |
| Афроамериканци    | 631 (1,3%)     | 855 (1,5%)     |
| Азијати           | 1.851 (3,8%)   | 3.458 (6,2%)   |
| Хиспаноамериканци | 19.084 (38,8%) | 26.289 (47,4%) |
| Укупно            | 49.151         | 55.468         |